# Jennette McCurdy (álbum)
Jennette McCurdy é o álbum de estréia da atriz e cantora norte-americana, de mesmo nome, lançado em 5 de junho de 2012 pela gravadora Capitol Nashville, com exclusividade das lojas Justice Store. O álbum contém 10 músicas, sendo 6 músicas do seu EP e 4 músicas inéditas.

## Lista de faixas
| N.º | Título                             | Compositor(es)                                     | Duração |  |
| 1.  | "Generation Love"                  | Ross Copperman, Tom Douglas, Heather Morgan        | 3:39    |  |
| 2.  | "Don't You Just Hate Those People" | Mallary Esperança, Tony Martin, Wendell Mobley     | 2:53    |  |
| 3.  | "Break Your Heart"                 | Jennifer Schott, Mobley, Esperança                 | 3:24    |  |
| 4.  | "Better"                           | Jennette McCurdy, Tommy Lee James, Liz Rose        | 3:35    |  |
| 5.  | "Heart of a Child"                 | McCurdy, Charles Kelley, Dave Haywood              | 4:18    |  |
| 6.  | "Love Is on the Way"               | Dylan Altman, Eric Paslay, Jason Delkou            | 3:36    |  |
| 7.  | "Stronger"                         | McCurdy, Blair Daly, Rachel Proctor                | 3:26    |  |
| 8.  | "Put Your Arms Around Someone"     | McCurdy, Jessi Alexander, Luke Laird               | 3:09    |  |
| 9.  | "Place to Fall"                    | McCurdy, Ben Glover, Rachel Thibodeau, Kyle Jacobs | 3:06    |  |
| 10. | "Have to Say Goodbye"              | McCurdy, Alexander, Laird                          | 3:48    |  |